# Oecetis sinuata
Oecetis sinuata är en nattsländeart som beskrevs av Douglas E. Kimmins 1963. Oecetis sinuata ingår i släktet Oecetis och familjen långhornssländor. Inga underarter finns listade i Catalogue of Life.